# Mátyásdomb
Mátyásdomb é um município da Hungria, situado no condado de Fejér. Tem 35,39 km² de área e sua população em 2015 foi estimada em 771 habitantes.